# La Dolce Vita (album)
La Dolce Vita je drugi album slovenskega skladatelja Boruta Kržišnika. Prvotno  je bil izdan pri slovenski založbi FV, Ljubljana ter nemški založbi Discordia, Willich (l. 1995), potem pa ga je ponovno izdala njegova stalna založba Claudio Records (Peacehave, UK, 2012).  Skladatelj je prvotni koncept, ki je bil predstavljen na njegovem prvem albumu Tokovi časa še bolj radikaliziral. Zasnoval in posnel ga je z DATA DIRECT, skupino, ki združuje slovenske, italijanske in srbske glasbenike, med katerimi so nekateri že nastopili na prejšnjem albumu. Glasbeniki DATA DIRECT izhajajo iz različnih glasbenih področij: simfonični orkester, eterična ljudska glasba Balkana, techno, improvizirana glasba, "avantgardni rock" ... Takšna presenetljiva sinteza različnih pristopov proizvaja nove pomene, ki se skozi izmenična glasbena razmerja zlivajo v intrigantne in bogato strukturirane kompozicije.
Skupina je nastopila na festivalih (Druga godba, 1993; Synthesis – Music of the 21th Century festival, Skopje; 1994, Vorax, Vicenza, 1994 itd). Po izidu albuma je skupina prenehala z delovanjem.

## Seznam skladb
| Borut Kržišnik in Data Direct: La Dolce Vita | Borut Kržišnik in Data Direct: La Dolce Vita | Borut Kržišnik in Data Direct: La Dolce Vita |
| Št.                                          | Naslov                                       | Dolžina                                      |
| -------------------------------------------- | -------------------------------------------- | -------------------------------------------- |
| 1.                                           | „One Way‟                                    | 6:40                                         |
| 2.                                           | „Strange Attractor God‟                      | 7:41                                         |
| 3.                                           | „The Play of the Puppets‟                    | 8:56                                         |
| 4.                                           | „La Dolce Vita‟                              | 5:26                                         |
| 5.                                           | „Hey‟                                        | 6:28                                         |
| 6.                                           | „Transformator‟                              | 4:13                                         |
| 7.                                           | „Blind by Blood‟                             | 6:56                                         |

## Kolofon:
Zasedba:
- Mario Marolt - tenor saksofon, ustnik
- Vuk Krakovič - violina
- Borut Kržišnik – kitara, bas & bobni programiranje
- Primoz Simončič - altovski saksofon (#1, #7)
- Roman Dečman – metlice in činele (#3, # 5)

Gosti:
- Giovanni Maier - akustični bas (# 1, #2, #4, #5)
- Hugo Šekoranja – klavir in soprano saksofon (#4)
- Aleksandra Rekar - klavir (#4)

Avtorske navedbe:
- Avtor glasbe in producent:  Borut Kržišnik
- Posneto in mešano v P.N. Studios, Ljubljana, Slovenija, januar - februar 1995
- Tonski mojster: Bac Kajuh
- Umetniška svetovalka: Aleksandra Rekar
- Mastering: Colin Attwell
- Slika na naslovnici: Marko Jakše
- Oblikovanje: Miran Klenovšek

Založba:
Claudio Records LTD, BN10 8PU England; © 2012 Claudio Records Ltd; www.claudiorecords.com